# Cerro San Luis
Cerro San Luis är en kulle i Chile.   Den ligger i provinsen Provincia de Santiago och regionen Región Metropolitana de Santiago, i den södra delen av landet, i huvudstaden Santiago de Chile. Toppen på Cerro San Luis är 698 meter över havet.
Terrängen runt Cerro San Luis är kuperad åt nordost, men åt sydväst är den platt. Runt Cerro San Luis är det mycket glesbefolkat, med 2 invånare per kvadratkilometer.. Närmaste större samhälle är Santiago de Chile, 7,0 km sydväst om Cerro San Luis. 
Runt Cerro San Luis är det i huvudsak tätbebyggt.